# Ulica Ostrobramska w Wilnie
Ulica Ostrobramska w Wilnie (lit. Aušros Vartų gatvė) – ulica w obrębie wileńskiego Starego Miasta, rozciągająca się pomiędzy skrzyżowaniem z ulicą Geležinkelio (Kolejową), a skrzyżowaniem z ulicą Subačiaus, gdzie przechodzi w ulicę Wielką. Swoją nazwę nosi od początku istnienia, z wyjątkiem okresu przynależności Wilna do ZSRR, kiedy razem z Wielką i Zamkową nosiła imię Maksima Gorkiego. 
Razem z ulicami Wielką i Zamkową tworzy główną oś urbanistyczną Starego Miasta w Wilnie. W związku z tym w ciągu wieków wznoszone były przy niej reprezentacyjne budynki, w tym trzy klasztory: karmelitów bosych, prawosławny monaster Św. Ducha oraz również prawosławny, a następnie bazyliański Świętej Trójcy. 

## Ważniejsze budynki

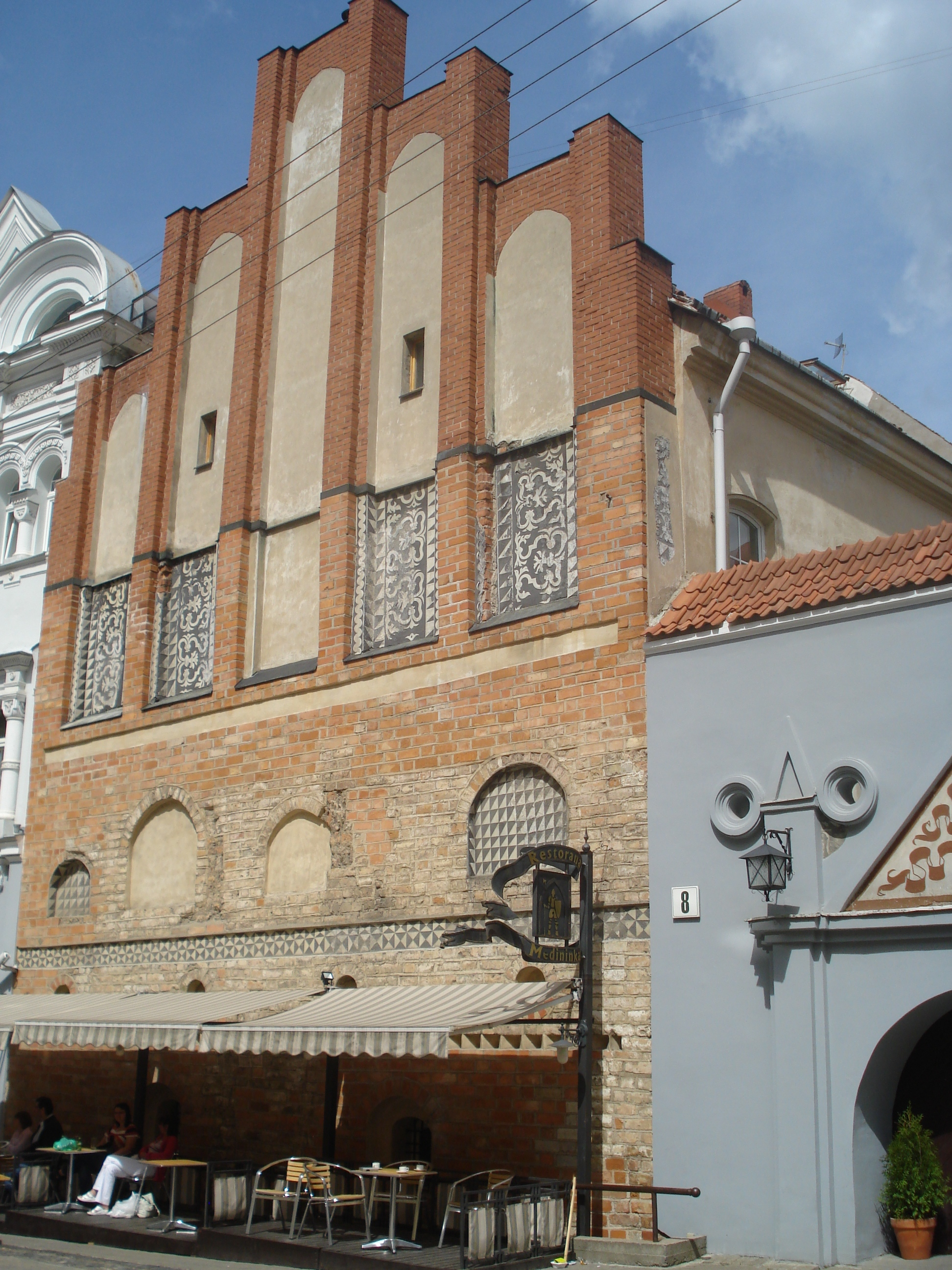
Budynek pod nr 8

- Ostra Brama – jedyna zachowana brama miejska Wilna z kaplicą Matki Boskiej Ostrobramskiej. Wzniesiona w XVI w., jest miejscem kultu maryjnego od 1722.
- Litewska Filharmonia Narodowa – budynek pod numerem 5. Wzniesiony w 1902 w stylu historycznym.
- Cerkiew Świętej Trójcy i klasztor Bazylianów – numer 9. Kompleks budynków dawnego prawosławnego monasteru Świętej Trójcy, następnie klasztoru bazyliańskiego. Jego obecny kształt został uformowany w czasie przebudowy przeprowadzonej przez Glaubitza w 1761
- Dom pod numerem 8 – przykład architektury późnogotyckiej z przełomu XV i XVI wieku (częściowa rekonstrukcja).
- Monaster Świętego Ducha – kompleks budynków (z cerkwią) męskiego klasztoru prawosławnego działającego nieprzerwanie od przełomu XV i XVI wieku.
- Kościół św. Teresy – wczesnobarokowy kościół karmelitów bosych, fundacja rodziny Paców.